# Llac Traful
El llac Traful és un mirall de 76 km² d'aigua a la província de Neuquén, Argentina. El llac és el punt d'inici del riu Traful que desemboca al llac Nahuel Huapi.

## Mirador del Traful
Aquest llac és famós pel seu observatori des de la glacera, a 102 m que ofereix una completa visió del llac i de la vall. A les costes del llac arriba la vila muntanyenca de Villa Traful, el principal lloc habitat a l'àrea lacustre.
Les seves aigües són molt transparents i oxigenades, i les seves costes irregulars presenten penya-segats i platges. Es pot pescar des d'embarcació o des de la riba. S'accedeix al marge nord amb bona pesca de salmó (Salm salar sabago), truita arc de Sant Martí, truita de rierol i marró.

## Braç nord o "Pichi Traful"
El braç nord del llac Traful té forma allargada i estreta. S'ubica al nord-oest del seu cos principal. S'accedeix per via lacustre o per les rutes RP 65 o RP 234. En arribar, hi ha una casa de guardaboscos on es pot demanar informació de llocs on pernoctar o acampar. A aquest braç del llac Traful, desemboca el riu Pichi Traful que aporta aigües oxigenades. És un excel·lent pesquer de modalitat fly-càsting. A la seva desembocadura s'observen platges per acampar.

## Com arribar-hi

### Automòbil
Des de Buenos Aires: 1.640 km, Autopista a Cañuelas, RN 3 fins a Bahia Blanca, RN 22 fins a Neuquén i RN 237 fins a Confluencia. Es gira a la dreta 24 km per ruta RP 65 fins a Villa Traful

### Avió
Des de l'aeroport de Bariloche, Vols regulars d'Aerolineas Argentinas/Austral, LAN Argentina i LADE

### Autobús
Des de Retiro: diverses empreses a Bariloche o a San Martín de los Andes.